# صموئيل جيمس باترسون
صموئيل جيمس باترسون (بالإنجليزية: Samuel Patterson)‏ هو رياضياتي بريطاني، ولد في 7 سبتمبر 1948 في بلفاست في المملكة المتحدة.